# پیوند عضو در ایران
پیوند عضو فرایند برداشتن اندام یا عضوی سالم از بدن یک فرد زنده، مرده یا دچار مرگ مغزی‌شده و پیوند زدن آن به بدن فرد دارای عضو معیوب است. پیوند عضو در ایران برای نخستین بار در سال ۱۳۱۴ انجام شد و تاکنون پیوندهای موفق کلیه، قلب، کبد، روده، لوزالمعده، ریه و مغز استخوان در این کشور انجام شده‌است. هم‌اکنون ۳۴ مرکز پیوند در ایران فعال است.
برای عمل پیوند در ایران طبق قانون از اعضای سالم بیماران مرده یا دچار مرگ مغزی‌شده، به شرط درخواست بیمار یا سرپرست او، جهت پیوند به بیماران نیازمند، استفاده می‌شود.
این قانون از زمره معدود قوانینی است که براساس اصل ۹۴ قانون اساسی بدون اظهار نظر شورای نگهبان به اجرا درآمده است.
بیمارستان پیوند اعضا ابوعلی سینای شیراز و بیمارستان پیوند اعضا منتصریه‌ی مشهد دو بیمارستان فوق‌تخصصی پیوند در ایران هستند. در بیمارستان ابوعلی سینا تاکنون بیش از ده هزار پیوند عضو انجام گرفته‌است و این بیمارستان قدیمی‌ترین و بزرگترین مرکز پیوند عضو در ایران و بزرگ‌ترین مرکز پیوند در جهان از نظر تعداد پیوند در سال و توان علمی است. افزون بر این شهرها، پیوند عضو در بیمارستان‌های شهرهای تهران، کرمان، اصفهان، اهواز، تبریز و رشت نیز انجام می‌پذیرد.

## پیشینه
در نوشته‌های تاریخی بزرگان و شخصیت‌های برجسته پزشکی ایران، همچون ابن سینا و جرجانی اشاراتی مبهم از انتقال اعضا وجود دارد ولی پیوند اعضا به مفهوم نوین و کنونی آن یعنی جایگزینی یک عضو با عضو مشابه؛ در ایران برای نخستین بار در سال ۱۳۱۴ با انجام پیوند قرنیه توسط دکتر محمدقلی شمس در بیمارستان فارابی تهران انجام شد. در پی آن نخستین پیوند کلیه در سال ۱۳۴۷ توسط دکتر سید محمد سنادی‌زاده در بیمارستان نمازی شیراز، نخستین پیوند مغز استخوان در سال ۱۳۷۰ توسط دکتر اردشیر قوام‌زاده در بیمارستان شریعتی تهران، نخستین پیوند روده باریک در سال ۱۳۷۱ توسط دکتر ایرج فاضل در بیمارستان طالقانی تهران، نخستین پیوند کبد در سال ۱۳۷۲ توسط دکتر علی ملک‌حسینی در بیمارستان نمازی، نخستین پیوند قلب توسط دکتر حسین ماندگار در بیمارستان شریعتی، نخستین پیوند ریه در سال ۱۳۷۹ توسط دکتر سید حسن احمدی در بیمارستان امام خمینی تهران و نخستین پیوند پانکراس در سال ۱۳۸۵ توسط دکتر سامان نیک‌اقبالیان در بیمارستان نمازی انجام گرفت.
اولين پيوند دست از بيمار مرگ مغرى در سال ١٣٩٢ در بيمارستان ١٥ خرداد تهران ،به سرپرستى دكتر عبدالجليل كلانتر هرمزى 
توسط دكتر فرهاد فيروزى ، دكتر مسعود ياورى و دكتر احسان آراسته با موفقيت انجام شد.(Int.J.Organ Transplant Med.2013;4(3):125-127)

## ممنوعیّت پیوند اعضا به غیرایرانیان
در ۱۵ اوت ۲۰۱۵ شورای عالی پیوند اعضا در ایران تصویب کرد که «از این پس جراحی پیوند اعضای بدن به اتباع غیرایرانی در هر شرایطی در ایران ممنوع است.» به تصویب همه اعضای شورا رسید و از اول مهر اجرایی شد. این قانون برای «حفظ حرمت ایرانیان و منافع کشور» وضع شد.
سید حسن قاضی‌زاده هاشمی در ۲ شهریور ۱۳۹۵ از قانون ممنوعیت پیوند عضو ایرانیان به اتباع خارجی دفاع کرد و تأکید کرد که مخالف پیوند عضو از هموطنانش به اتباع خارجی است؛ و اینکه «باید بپذیریم که پیوند اعضای بدن ایرانیان به اتباع خارجی به صلاح عزت و منافع ایرانیان نیست.» در ۱ شهریور ۱۳۹۵ بیان شد که اصلاح این قانون لازم است.